# Beunebachaue bei Ober-Wöllstadt
Beunebachaue bei Ober-Wöllstadt este o arie protejată (arie specială de conservare — SAC, sit de importanță comunitară — SCI) din Germania întinsă pe o suprafață de 4,86 ha, integral pe uscat.

## Localizare
Centrul sitului Beunebachaue bei Ober-Wöllstadt este situat la coordonatele 50°16′57″N 8°44′20″E / 50.2825°N 8.7389°E.

## Înființare
Situl Beunebachaue bei Ober-Wöllstadt a fost declarat sit de importanță comunitară în noiembrie 2004 pentru a proteja 1 specie de animale. Situl a fost protejat și ca arie specială de conservare în martie 2008.

## Biodiversitate
Situată în ecoregiunea continentală, aria protejată nu include niciun habitat protejat.
La baza desemnării sitului se află o specie protejată de  nevertebrate: Vertigo angustior.